# Rivals d'amor
Rivals d'amor (grec: Ἐρασταί) és un diàleg socràtic inclòs en el corpus de les obres tradicionals de Plató, tot i que la seva autenticitat ha estat posada en dubte.

## Títol
El títol grec Erastai és la forma plural de la paraula eraste, que fa referència a la parella de més edat en una relació de pederàstia. Aquesta relació consisteix en un erastés i un eromen. El títol Els amants, utilitzat de vegades per a aquest diàleg, només té sentit si s'entén en el sentit tècnic de "amant" versus "estimat", però és enganyós si es pren per referir-se a dues persones en una relació amorosa. Una variant antiga del títol, possiblement originària, fou Anterastai (Ἀντερασταί), que significa específicament 'erastai rival'. Aquest terme, utilitzat en aquest diàleg mateix (132c5, 133b3), La república de Plató (521b5), i en la literatura grega anterior (Aristòfanes, Cavallers, 733), s'esmenta com el títol del diàleg (juntament amb un subtítol, Sobre la filosofia) en la llista de Diògenes Laerci de la tetralogia de Trasilla (3.59). Les traduccions del llatí Amatores i Rivals també s'han utilitzat com a títol del diàleg.

## Sinopsi
Els rivals erastai del títol són uns devots de la lluita lliure i l'atletisme, que desacrediten la filosofia com una poca-soltada vergonyosa, i un jove que conrea mousiko (un terme que abasta la música, la poesia i la filosofia). A mesura que el diàleg s'obre, s'estan barallant, en una escola de gramàtics en presència del nen que estimen i la d'altres nens i joves, sobre la qüestió de si filosofar és noble i admirable (kalon).
Sòcrates s'insereix en la baralla. Quan ell comença per qüestionar l'afirmació del rival de saber el que és filosofar, aconsegueix la resposta que la filosofia és ser erudit. Amb l'ajuda del rival esportista, que sap que el bé d'exercici depèn que es realitzi en la quantitat adequada (no en la quantitat màxima), Sòcrates assenyala que el mateix es pot dir de la majoria de les coses bones, i es torna a preguntar quina classe de les coses el que filosofa (estima la saviesa) ha d'aprendre, si l'objecte no és simplement saber tot o moltes coses (135). El rival musical suggereix que el filòsof, al mateix temps de no haver de molestar-se a fer servir les mans sobre aspectes pràctics (cheirourgia, 135b), ha d'aspirar a un nivell de comprensió en totes les arts (technai) tal, que només és superat per l'expert en aquest camp en particular, i continua sent un tipus de polimatia. Sòcrates s'oposa a aquesta proposta d'obligar els aspirants a filòsof d'admetre que, en qualsevol circumstància particular concebible, el filòsof seria inútil en comparació amb un veritable expert en la matèria (per exemple, un metge o un pilot d'un vaixell).
Per tant, Sòcrates desenvolupa una explicació alternativa d'interès propi del filòsof, que es basa en la premissa que la bondat (que els interlocutors han coincidit a atribuir a la filosofia) depèn fonamentalment dels coneixements de com fer bé i explicar el bo del dolent, que són també els coneixements necessaris per fer front als càstigs. En aquest coneixement, el rival musical està d'acord, és el coneixement d'aquell que actua com a jutge (dikastikē episteme, 137d). Sòcrates argumenta que aquest coneixement pot ser identificat amb la justícia, l'autocontrol i l'autoconeixement, i amb les arts practicades per l'estadista, el rei (o tirà), i el cap de família (o mestre). La conclusió és que totes aquestes són, de fet, només un art (138 C), un de gran importància, en el qual el filòsof ha de ser suprem.
Quan Sòcrates reuneix per primera vegada els amants del seu rival, posa poques esperances en la conversa amb l'entusiasta d'atletisme, que professava l'experiència "en els fets (erga) i no en les paraules (logoi) (132d). Però al final guanya l'aplaudiment de la multitud per haver callat el "més savi" jove, de manera que és el rival esportiu qui està d'acord amb les conclusions de Sòcrates (139).
La història completa de la discussió inclou la narració en primera persona per Sòcrates, sense cap interrupció o indicació d'a quin públic s'adreça. En poc més de set pàgines de Stephanus, Els amants rivals és un dels més curts diàlegs en el cànon Thrasyllan de les obres de Plató (al voltant de la mateixa extensió que Hiparc, i només Clitofont és més curt).

## La crítica

### Qüestió d'autenticitat
Hi ha acord general que el diàleg va ser escrit en la segona meitat del segle iv aC i expressa els punts de vista filosòfic, si no de Plató, com a mínim d'un escriptor acadèmic d'aquest període.
El veredicte de Stallbaum és típic d'un consens dels experts des de fa molt temps: el llenguatge i l'estil són irreprotxables i dignes de Plató o Xenofont, però el material no s'ha desenvolupat d'una manera digna de la ment filosòfica de Plató. L'anàlisi estilomètrica de Gerard Ledger de les obres de Plató no va trobar la similitud estadística prevista entre el grec dels Amants rivals, amb les obres reconegudes de Plató, i mostra un major partit estadístic entre aquest diàleg (igual que Hípies menor) i les obres de Xenofont. Si el diàleg és posterior a l'època platònica, llavors potser s'argumenta en contra la insistència d'Aristòtil que els tipus d'autoritat exercida per un rei, un polític, i un mestre són múltiples i, essencialment, separats els uns dels altres. (On the other hand, it is possible that Aristotle refers in his works to Rival Lovers.)

### Rehabilitació
En un article de 1985, Julia Annas va fer una defensa notable del possible valor del diàleg com una producció autènticament platònica. Annas no està d'acord que la càrrega de la prova sigui necessària en el defensor de l'autenticitat de l'obra, i el producte de la premissa que Els amants rivals "no conté cap indici decisiu a favor o en contra de l'autenticitat", i que la majoria pot aconseguir-ne qualsevol investigació "fa plausible que Els amants sigui una obra primerenca de Plató". Els seus diversos arguments que aquest és el centre plausible de l'afirmació, que, si Els amants rivals i Alcibíades són autèntics, ofereixen un fons que d'una altra manera falta en el pensament de Plató, contra la qual cosa cal entendre el seu tractament d'autoconeixement en Càrmides.